# Armin Hadipour
Armin Hadipour Seighalani (in persiano آرمین هادی‌پور صیقلانی‎; Rasht, 12 agosto 1994) è un taekwondoka iraniano.

## Palmarès
- Mondiali

Muju 2017: argento nei 54 kg.
Manchester 2019: bronzo nei 54 kg.
- Campionati asiatici

Manila 2016: oro nei 54 kg.
Ho Chi Minh 2018: bronzo nei 54 kg.
- Universiadi

Gwangju 2015: oro nei 54 kg.
Taipei 2017: oro nei 54 kg.